# Roti canai

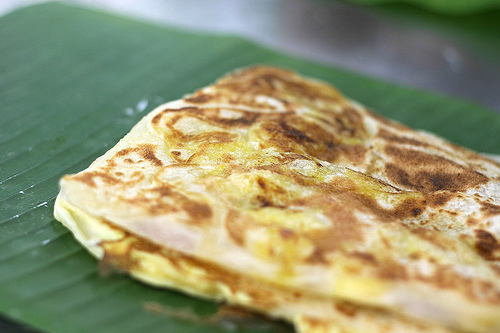
Roti canai.

El roti canai es un tipo de pan plano circular presente en Malasia, vendido a menudo en mamaks. Es conocido como roti prata en el sur del país y Singapur, y se parece a la porotta india. En chino se llama a veces ‘pan volador’ (飞饼 fēibǐng), por la forma en que se prepara.

## Preparación

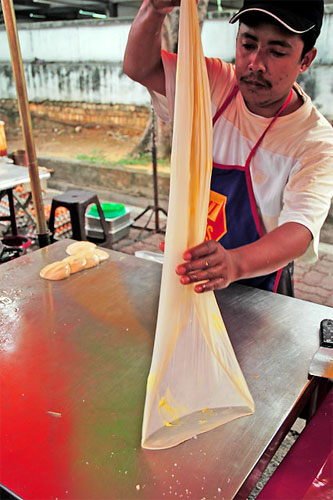
La masa se trabaja, aplana y aceita, doblándola entonces repetidamente.

El plato consiste en masa hecha con grandes cantidades de grasa, huevo, harina y agua (aunque existen versiones veganas sin huevo). El tipo de grasa empleado suele ser ghee (mantequilla clarificada). Alguna gente añade leche condensada endulzada a la mezcla. La masa se trabaja a conciencia, se aplana, se aceita y se dobla repetidas veces. Entonces se deja reposar y subir, y se repite el proceso. La última ronda de preparación consiste en estirar la bola de masa, cubrirla con aceite y entonces cocinarla en una sartén de hierro con mucho aceite. El roti ideal es plano, esponjoso por dentro pero crujiente y quebradizo por fuera.
Hay dos formas de hacer roti canai: girar la masa hasta que toma la forma de una lámina muy fina, doblándola entonces para obtener un círculo; o estirar la masa tanto como sea posible antes de doblarla. El primer método es más popular y rápido que el segundo.
La mayoría de los rotis son redondos, pero los que llevan relleno son cuadrados por la forma en que se doblan. Para ahorrar tiempo, los vendedores suelen tener un cubo de piezas ya preparadas, que suelen ser redondas y terminan enfriándose. Por esto, el comprador puede insistir en comprar uno cuadrado, asegurándose así de obtener uno recién hecho.
También se encuentran congelados, consistentes en rotis prefritos que se someten a un proceso de congelación rápida para asegurar una textura tierna y esponjosa cuando se descongela y termina de freír.
Algunos vendedores callejeros venden roti canais esponjosos y crujientes poniendo el producto frito sobre una superficie rápida y dándole una palmada suave con ambas manos.

## Origen del nombre
Roti significa ‘pan’ en hindi, urdu, la mayoría de los demás idiomas del norte de la India y malayo.
El término canai procede de:
- Chennai, nombre actual de la ciudad india de Madrás. Se cree que el roti canai fue introducido por obreros inmigrantes de esa región, donde existe una combinación parecida de parotta y dalcha (curri de cordero y lentejas).[1]
- Channa, una plato hecho con garbanzo cocido en un gravy picante originario de la India, donde este tipo de pan se ha servido tradicionalmente. Sin embargo, el roti del norte de la India es diferente del servido en Malasia, que se parece más al parotta del sur de la India, y el roti canai se sirve a menudo con dal (curri de lenteja) en lugar de garbanzo.
- La palabra malaya canai' , ‘amasar’.

## Consumo
Una de las características del roti canai y sus derivados es que puede comerse con las manos, sin la ayuda de cubiertos. Esto lo convierte en un plato muy práctico.
Tradicionalmente se sirve con curri de dhal (lentejas). A veces puede tomarse con azúcar o leche condensada.

## Variantes

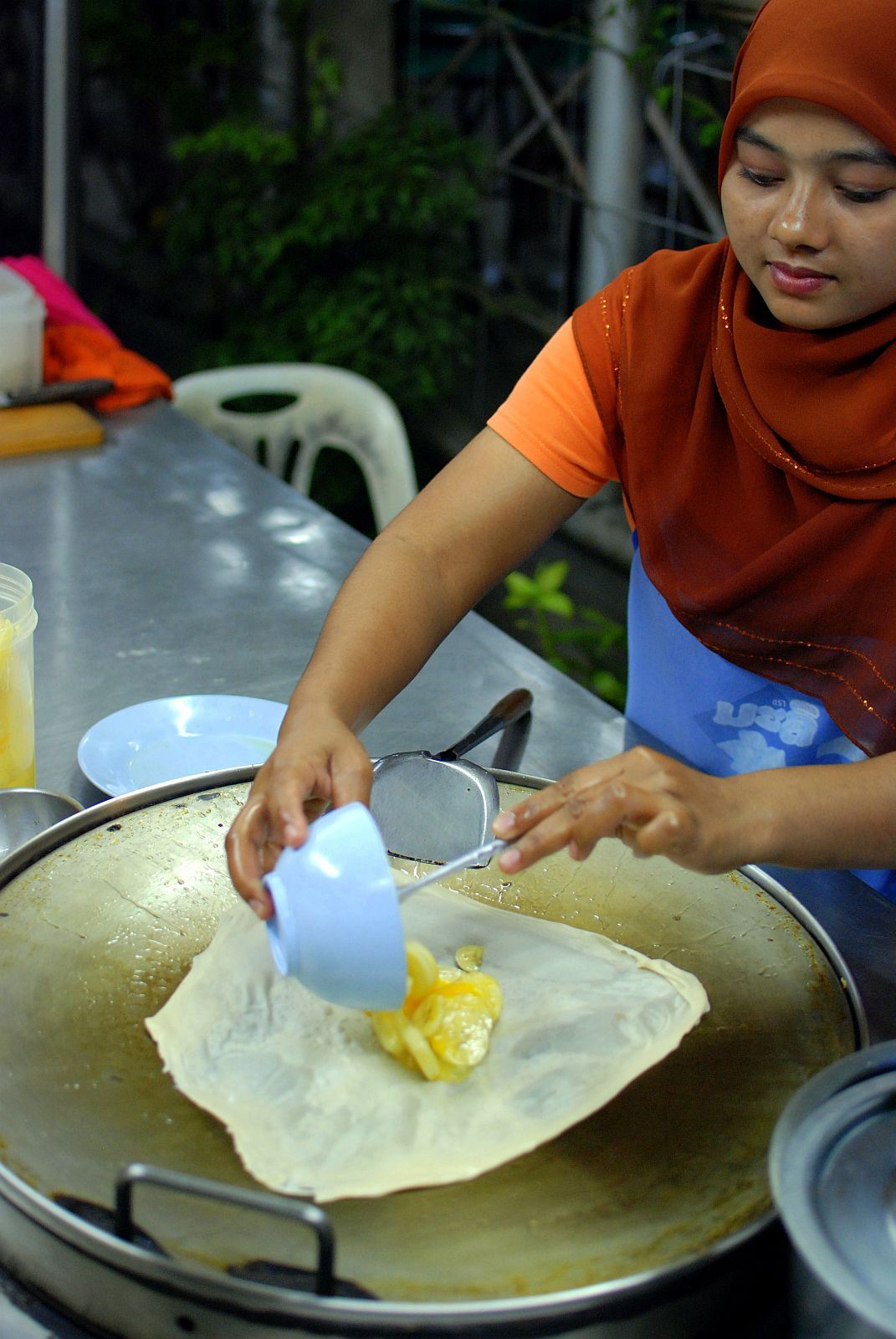
Un roti kluai khai dulce tailandés. Parecido al roti canai, se dobla sobre un relleno de plátano en rodajas y huevo.

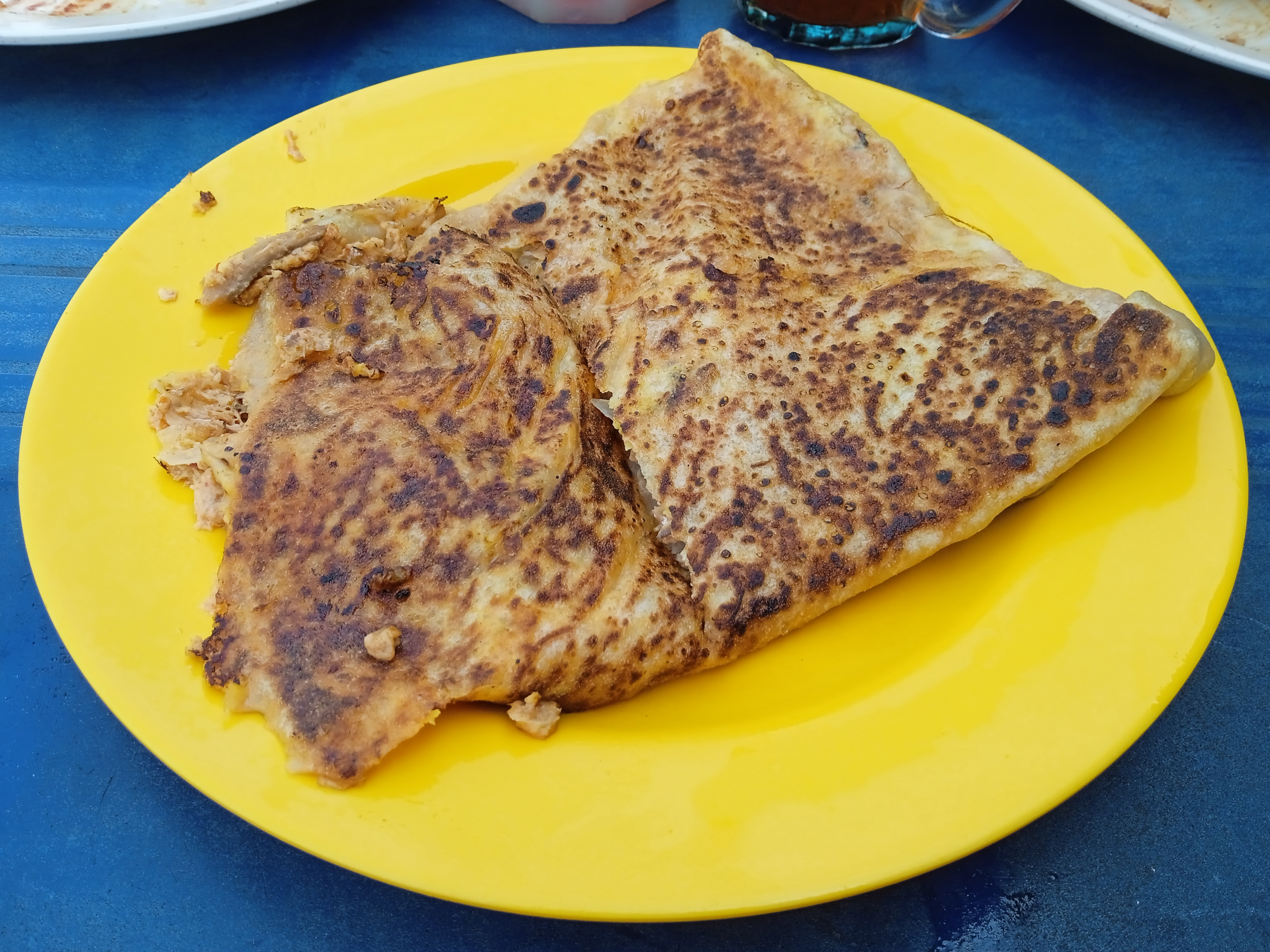
Roti sardin

Recientemente han surgido diversas variantes sobre el roti convencional para satisfacer a los consumidores malayos. Generalmente las formas más recientes del roti canai se designan anteponiendo el prefijo roti al ingrediente añadido. Son versiones comunes:
- Roti telur, con huevo frito.
- Roti tisu, un roti fino como el papel y quebradizo. Se llama también roomali roti, de roomal (‘pañuelo’ en hindi).
- Roti bawang, con cebolla.
- Roti boom, más pequeño y grueso, normalmente redondo.
- Roti planta, relleno con margarina (a menudo de la marca Planta) y azúcar.
- Roti sardin, relleno con sardinas, a veces mezcladas con kétchup o sambal. Se parece al murtabak.
- Roti pisang, de plátano.

Algunos clientes piden también sus propias variantes, como pueden ser:
- Roti telur bawang, con huevo (telur) y cebolla (bawang).
- Roti kaya, con mermelada de coco (kaya).
- Roti tampal, parecido al roti telur, pero los huevos se «pegan» por fuera en lugar de rellenarse.
- Roti tuna, con atún.
- Roti cheese, con queso.
- Roti milo: aunque no es frecuente, algunos clientes piden que el roti se espolvoree con Milo.
- Roti babi, relleno de cerdo.
- Roti kacang, con lentejas o judías.
- Roti ayam, cocinado con caldo de pollo.
- Roti A&W, con cerveza de raíz A&W en lugar de manteca. El resultado es un roti gaseoso y esponjoso pero no crujiente.
- Roti kopi, servido con granos de café troceados. Se encuentra solo en el mamak sagrado de Kuala Ibai.

También se usan muchos curris diferentes además del dal, como por ejemplo:
- Kari ayam, de pollo.
- Kari daging, de ternera.
- Kari kambing, de carnero.
- Kari ikan, de pescado (servido principalmente con ikan pari).
- Kari campur, mezcla de curris (que los clientes pueden elegir).